# Мелкие нейросекреторные клетки
Мелкие нейросекреторные клетки (англ. parvocellular cells) — это нейроны относительно небольшого размера, расположенные в нескольких ядрах гипоталамуса и образующие мелкоклеточную нейросекреторную систему, регулирующую выделение гормонов передней долей гипофиза. Этих клеток больше всего в паравентрикулярном и аркуатном (дугообразном) ядрах гипоталамуса. 
Аксоны мелких нейросекреторных клеток паравентрикулярного и аркуатного ядра проецируются на срединное возвышение в области серого бугра и выделяют пептиды в капиллярную сеть гипоталамо-гипофизарной системы. В области этих капилляров гематоэнцефалический барьер обладает повышенной проницаемостью, и гормоны и метаболиты из крови могут достигать клеток гипоталамуса и модулировать их секрецию. По коротким и длинным венам портальной системы пептиды попадают в диффузную капиллярную сеть передней доли гипофиза, где они ингибируют или стимулируют секрецию гормонов целевыми клетками.

## Типы клеток
Различные типы мелких нейросекреторных клеток у млекопитающих выделяют следующие пептиды:
- Кортиколиберин (Corticotropin-releasing hormone, CRH), который служит основным регулятором выделения адренокортикотропного гормона, выделяющегося, например, в случае системного ответа на стресс[4][5]
- Тиролиберин (Thyrotropin-releasing hormone, TRH), который служит основным регулятором выделения тиреотропного гормона и дополнительно регулирует выделение пролактина[6]
- Вазопрессин, который служит вторичным регулятором выделения адренокортикотропного гормона, действуя совместно с кортиколиберином, и также регулирует выделение пролактина[5][7][8]
- Окситоцин, который служит регулятором выделения пролактина[7][8][9]
- Нейротензин, который служит регулятором выделения лютеинизирующего гормона и пролактина[5][10].

Многие нейропептиды и гормоны, гомологичные гипоталамическим и гипофизарным гормонам млекопитающих, обнаружены также у рептилий и птиц. Это указывает, что мелкоклеточная нейросекреторная система появилась в эволюции уже у общего предка амниотов.